# Multivibrador

.

Em eletrônica, um multivibrador é um circuito eletrônico usado para implementar uma variedade de simples dispositivos como osciladores de relaxamentos, timers e flip-flops. Consiste em dois dispositivos amplificadores (transistors, tubos de vácuo ou outros dispositivos) acoplados por resistores ou capacitores. O primeiro circuito multivibrador, o multivibrador astável oscilador, foi inventado por Henri Abraham e Eugene Bloch durante Primeira Guerra Mundial. Eles chamavam seu circuito de "multivibrador" porque sua forma de onda de saída era rica em harmônicos.
Segundo seu funcionamento, os multivibradores podem se dividir em duas classes:
- De funcionamento contínuo, astável ou de oscilação livre: gera ondas a partir da própria fonte de alimentação.
- De funcionamento impulsionado: a partir de um sinal de disparo, o impulso sai de seu estado de repouso.

Se possuir os dois estados citados, se denomina biestável. Se possuir um, ele é monoestável.
Em sua forma mais simples, usa dois transístores realimentados entre si. Usando-se redes de resistências e capacitores nessa realimentação pode-se definir os períodos de instabilidade.
Um circuito integrado multivibrador muito popular é o 555, que usa um sofisticado desenho para atingir uma grande precisão e flexibilidade com poucos componentes externos.